# Talking Heads
Talking Heads (с англ. — «Говорящие головы») — американская рок-группа, образованная в 1975 году в Нью-Йорке и исполнявшая стилистически разнообразный нововолновый рок с использованием многочисленных сторонних влияний (фанк, классический минимализм, африканские ритмы и т. д.). К моменту выхода своего последнего альбома в 1988 году Talking Heads стали одной из самых почитаемых музыкальными специалистами групп; временами (согласно Allmusic) злоупотребляя экспериментализмом, в лучших своих проявлениях они «явили собой лучшее, на что способен был art-school-punk». Десять альбомов группы входили в Billboard 200, наивысшего результата здесь добился Speaking in Tongues (#15, 1983). Наивысшая позиция группы в списках синглов — #9 («Burning Down the House», 1983). Группа официально просуществовала до 1991 года, пять лет спустя собралась вновь как The Heads (без участия Бирна) и записала альбом No Talking Just Head.
В 2002 году Talking Heads были введены в Зал славы рок-н-ролла. Четыре альбома группы вошли в список «500 величайших альбомов всех времён» по версии журнала Rolling Stone (2003).

## История группы
Будущие основатели группы — поющий гитарист Дэвид Бирн (англ. David Byrne), барабанщик Крис Франц (Chris Frantz) и басистка Тина Уэймут (Tina Weymouth) познакомились, будучи студентами школы дизайнеров в Провиденс, Род-Айленд, в начале 1970-х годов. Здесь Бирн и Франц образовали в 1974 году группу Artistics; Уэймут, подруга Франца, часто обеспечивала коллектив транспортом. Ансамбль исполнял, в основном, каверы, но Бирн включил в его репертуар и несколько собственных композиций, в частности, «Psycho Killer», «I’m Not In Love» и «Warning Sign», позже ставшие известными в исполнении Talking Heads. Через год Artistics распались, и все трое переехали в Нью-Йорк, где поселились в одной квартире. Поскольку место бас-гитариста оставалось вакантным, Франц предложил Тине овладеть инструментом — и она сделала это, прослушивая пластинки Сьюзи Кватро. В начале 1975 года трио приступило к серьёзным репетициям, по-прежнему исполняя сочетание оригинальных песен Бирна с интерпретацией бабблгам- и панк-наследия 1960-х годов.
Свой первый концерт под новым названием Talking Heads дали в первом отделении выступления Ramones в клубе CBGB 8 июня 1975 года. Позже Тина Уэймут так объясняла выбор названия: «Наш знакомый встретил это словосочетание в TV Guide, где объяснялся смысл термина, использовавшегося в телестудиях и означавшего план голова-и-плечи, предполагавший — 'лишь содержание, никакого действия'. К нам это подошло идеально».

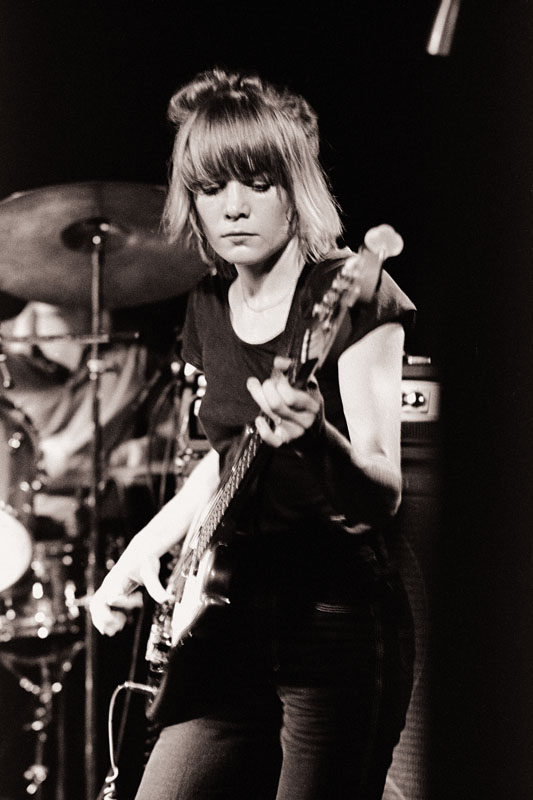
Тина Уэймут. Миннеаполис, 1978

Позже в 1975 году трио записало демо для CBS, но контракта не получило. Лишь в начале 1977 года их подписал лейбл Sire Records, в феврале 1977 года выпустивший дебютный сингл «Love → Building on Fire». В марте к составу присоединился клавишник и гитарист Джерри Харрисон, в прошлом — участник The Modern Lovers. После продолжительных гастролей квартет выпустил первый альбом Talking Heads: 77. Он удостоился высоких оценок критиков, отметивших стилистическую лаконичность аранжировок, умные тексты Бирна и его характерный, чрезвычайно нервный стиль вокального исполнения. Сингл из альбома, «Psycho Killer», вошёл в Billboard Hot 100 (#91).
Второй альбом More Songs About Buildings And Food был записан группой при участии Брайана Ино, выступившим в качестве продюсера. С ним группа создала коллекцию тщательно сконструированных арт-поп-композиций, выдержанных в экспериментальном ключе с использованием разнообразных вариаций акустических и электронных инструментов и (согласно AllMusic) «штрихами на удивление аутентичного фанка». В феврале 1979 года Talking Heads выступили в телепрограмме Saturday Night Live, исполнив (включённый в альбом) кавер Эла Грина «Take Me to the River» и таким образом впервые вышли на широкую американскую аудиторию.
Ино продолжил сотрудничество с квартетом и в Fear of Music (август 1979), сделанный здесь акцент на ритм-секцию с использованием полиритмических рисунков, характерных для африканских музыкальных культур, особенно ярко проявился в треке «I Zimbra» (с бессмысленным текстом по мотивам стихотворения Хуго Балля). Отмечалось и другое отличие пластинки от двух предыдущих: использование минорных тональностией, сделавшее её звучание более мрачным и даже зловещим. Если прежде Бирн свои странные наблюдения и реплики выдавал в шутливом тоне, то здесь, при том, что «странность» сохранилась, от лёгкости не осталось и следа. Вскоре после выхода третьего альбома Ино с Бирном записал My Life In The Bush Of Ghosts.
Высокие оценки критиков получил и четвёртый альбом Talking Head Remain in Light (1980), в биографии Музея Залы слава рок-н-ролла названный «шедевром». Диск, записанный группой и Брайаном Ино при участии известных сессионных музыкантов (в частности, гитариста Эдриана Белью), продолжил начатое в третьем альбоме и положил начало экспериментам самого Бирна с афробитом и полиритмией, однако многие сочли заданное им направление совершенно новым, от прежнего отличавшимся радикально. В частности, расширение состава привнесло в аранжировки новую черту: если прежде песни Talking Heads были монологами Бирна, то здесь «две-три вокальных секции предлагали словно бы противоположные взгляды на один и тот же вопрос». Первый сингл из альбома, «Once in a Lifetime», стал хитом в Британии (#14, 1981), но в США первоначально даже не вошёл в чарты и лишь впоследствии стал известен благодаря видео.
Для концертного исполнения усложнённых композиций альбома Talking Heads пригласили в турне дополнительных музыкантов, представив материал первым делом на фестивале Heatwave в августе того же года. Записи, сделанные в ходе турне, вошли в фильм «Stop Making Sense». В это же время Тина Уэймут и Крис Франц образовали побочный проект Tom Tom Club, свою первую сольную пластинку выпустил Харрисон, Бирн записал музыку к балету «The Catherine Wheel», а также — вновь в сотрудничестве с Ино (и с приглашением многих известных постпанк-музыкантов) — My Life in the Bush of Ghosts, экспериментальный альбом в жанре world music. Паузу в деятельности Talking Heads заполнил двойной концертный диск The Name Of This Band Is Talking Heads.
Летом 1983 года вышел в коммерческом отношении самый успешный альбом Speaking in Tongues, сингл из которого, «Burning Down the House» стал первым синглом попавшим в первую десятку американского хит-парада. Сам альбом стал первым в истории группы, тираж которого превысил миллионную отметку. В ходе гастролей Talking Heads сняли фильм «Stop Making Sense», к которому был выпущен одноимённый саундтрек (#41, 1984).

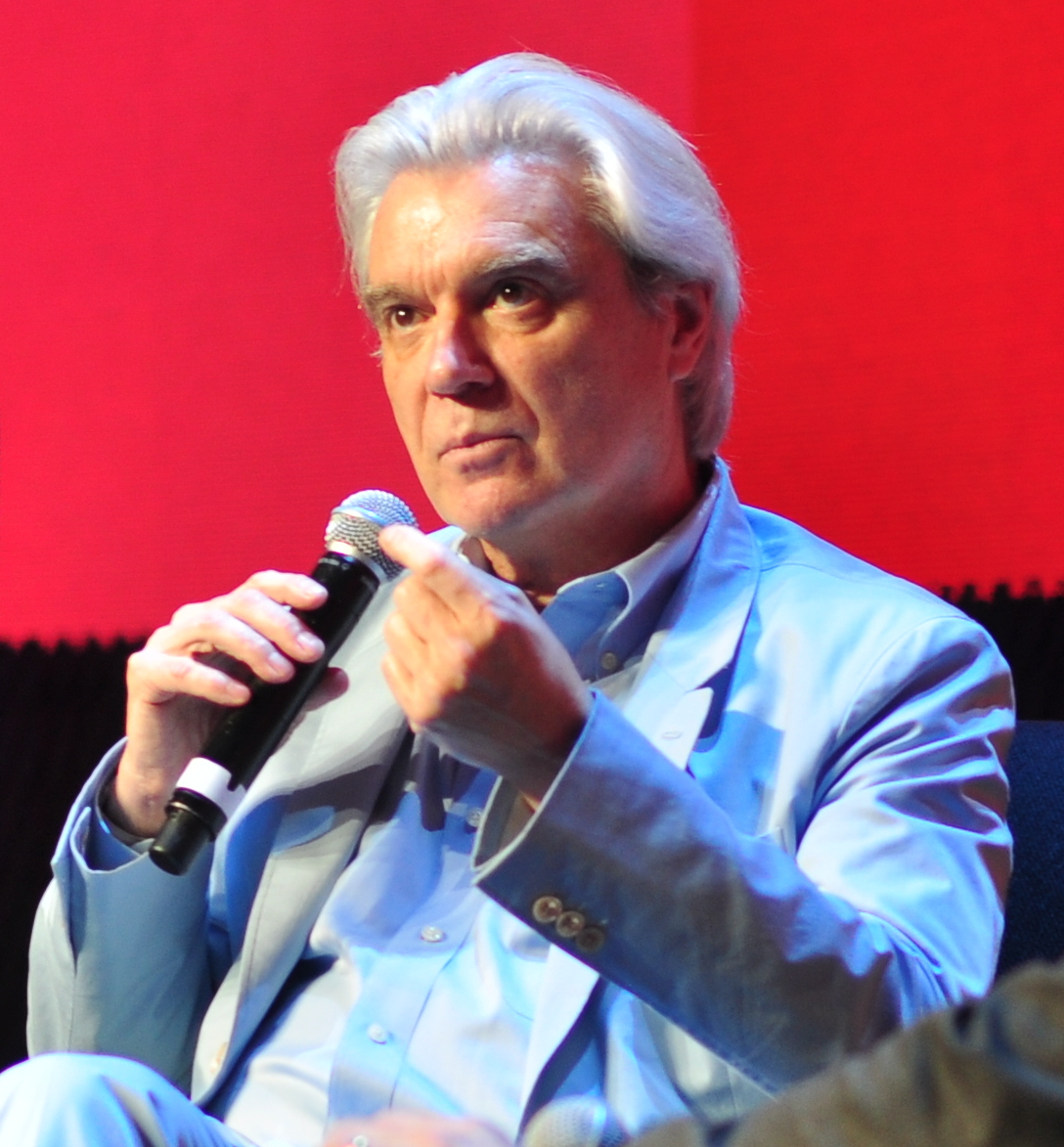
Дэвид Бирн в 2017 году

Успех в чартах имел и следующий студийный альбом Little Creatures (#20, 1985), песни из которого, «Road to Nowhere» (#6 UK) и «And She Was» (#17 UK, #54 US) стали хитами. В альбом True Stories (1986) вошли песни из одноимённого фильма, снятого Бирном, заново исполненные ансамблем, участники которого снялись и в картине. Несмотря на то, что из пластинки вышел радиохит «Wild Wild Life», как фильм, так и песни из него, были невысоко оценены критиками; задним числом стало ясно также, что в это время группа уже находилась в процессе распада.
Naked (1988), записанный в Париже с продюсером Стивом Лилливайтом (и при участии Джонни Марра, гитариста The Smiths), поднялся до #19 в США, но стал последним релизом Talking Heads. Альбом оказался близок по духу к Remain in Light: «попеременно серьёзный и игривый, вновь позволил Дэвиду Бирну побеспокоиться о правительстве, экологии и бедах рабочего человека», он получил хорошие отзывы. Но группа распалась в 1991 году, выпустив вскоре ретроспективный двойник Talking Heads.
В 1991 году группа объявила о своем распаде, связанном, в основном, с уходом Бирна из коллектива. Единственный раз группа собиралась вместе (с Бирном во главе), исполнив песни «Psycho Killer» и «Burning Down the House», в 2002 году в связи с введением в Зал славы рок-н-ролла. Также публиковалась новость о возможном воссоединении группы в 2017 году, однако Бирн опроверг эти домыслы, сказав, что больше не видит своё творчество в рамках Talking Heads и не желает себя с ней ассоциировать, однако признаёт Talking Heads как огромную часть своего творческого наследия.

## Наследие и влияние
Будучи одними из первопроходцев в новой волне, Talking Heads являются одной из самых влиятельных групп в истории поп-музыки 1970-х и 1980-х годов. С середины 1970-х годов они являлись частью формировавшейся панк-сцены клуба «CBGB» наравне с Blondie, Television и Ramones, но уже с конца 1970-х перешли на фанк-основу и афробит, тем самым популяризировав «чёрную» музыку среди «белого» американского населения. Концерт группы в 1984 году (впоследствии ставший основой для концертного альбома «Stop Making Sense») сопровождался многочисленными танцевальными группами и музыкантами-аккомпаниаторами афроамериканского происхождения.
Talking Heads оказали влияние на будущий инди-рок, колледж-рок, фанк-рок, брит-поп и другие течения альтернативного рока и поп-музыки. Влияние группы признавали The Weeknd, Foals, Vampire Weekend, Primus, The 1975, The Ting Tings, Нелли Фуртадо, Кеша, St. Vincent, Pixies, Эдди Веддер, Paramore и группа Radiohead, взявшая себе название в честь песни Talking Heads «Radiohead» 1986 года.
В СССР записи группы пользовались популярностью. В частности, музыка группы оказала влияние на советский рок 1980-х годов: согласно книге Александра Кушнира «100 магнитоальбомов советского рока», влияние группы Дэвида Бирна признавали музыканты коллективов «Кино», «Аквариум», Nautilus Pompilius, «Телевизор», «Звуки Му», «Хроноп», «Ноль», «Алиса», «Зоопарк», «Поп-мехника», «Гражданская Оборона», «Пузо и Прохор», «Ночная Трость» и многие другие, а отдельно взятые музыканты, такие как Виктор Цой, Пётр Мамонов, Сергей Пахомов, Виктор Пузо, Сергей Курехин, Егор Летов, Константин Ступин не упускали возможности лично познакомиться с Дэвидом Бирном.
В 2005 году группа была внесена в список «100 величайших исполнителей всех времён» по версии журнала Rolling Stone, где заняла сотое место.
В 2024 году 17 мая вышел трибьют-альбом Everyone's Getting Involved: A Tribute to Talking Heads' Stop Making Sense. Песни Talking Heads исполнялись Майли Сайрус, Paramore, The National, The Linda Lindas, Lorde, Girl in Red и другими артистами.

## Состав
- Дэвид Бирн (14 мая 1952, Дамбартон, Шотландия) — вокал, гитара
- Крис Франц (настоящее имя — Чарльтон Кристофер Франц, 8 мая 1951, Форт Кэмпбелл, Кентукки, США) — ударные
- Тина Уэймут (настоящее имя — Мартина Уэймут, 22 ноября 1950, Коронадо, Калифорния, США) — бас, синтезатор
- Джерри Харрисон (настоящее имя — Джеремия Харрисон, 21 февраля 1949, Милуоки, Висконсин, США) — клавишные, гитара

## Дискография
- Talking Heads: 77 (1977)
- More Songs About Buildings and Food (1978)
- Fear of Music (1979)
- Remain in Light (1980)
- Speaking in Tongues (1983)
- Stop Making Sense [live] (1984)
- Little Creatures (1985)
- True Stories (1986)
- Naked (1988)
- Once In A Lifetime (сборник) (1992)